# Keelan Kilrehill
Keelan Kilrehill (* 29. September 2000) ist ein irischer Leichtathlet, der sich auf den Langstreckenlauf spezialisiert hat.

## Sportliche Laufbahn
Erste internationale Erfahrungen sammelte Keelan Kilrehill bei den Crosslauf-Europameisterschaften 2019 in Lissabon, bei denen er nach 19:33 min auf den 26. Platz im U20-Rennen gelangte. Bei den Crosslauf-Europameisterschaften 2021 in Dublin wurde er nach 24:42 min Sechster im U23-Rennen und sicherte sich in der Teamwertung die Goldmedaille. Im Jahr darauf gelangte er bei den Crosslauf-Europameisterschaften in Turin nach 24:13 min auf den neunten Platz im U23-Rennen und sicherte sich in der Teamwertung die Silbermedaille. Bei den Crosslauf-Europameisterschaften 2023 in Brüssel wurde er nach 30:52 min 17. im Einzelrennen und bei den Crosslauf-Weltmeisterschaften im Jahr darauf in Belgrad lief er nach 30:25 min auf dem 56. Platz ein. Im September siegte er in 23:50 min beim Castlegar International Cross Country sowie im Oktober in 23:51 min beim Autumn Open International. Im Dezember wurde er dann bei den Crosslauf-Europameisterschaften in Antalya nach 23:40 min 53. im Einzelrennen. Bei den erstmals ausgetragenen Straßenlauf-Europameisterschaften 2025 in Löwen wurde er in 29:36 min 47. im 10-km-Straßenlauf.
2024 wurde Kilrehill irischer Meister im 10-Meilen-Straßenlauf.

## Persönliche Bestzeiten
- 5000 Meter: 13:53,03 min, 12. Juli 2024 in Dublin
- 10.000 Meter: 29:04,67 min, 18. Mai 2024 in London
- 10-km-Straßenlauf: 28:50 min, 12. Januar 2025 in Valencia
- Halbmarathon: 1:04:10 h, 16. Februar 2025 in Barcelona